# Tranvia Trescore-Lovere
La tranvia Trescore-Lovere, altrimenti nota come tranvia della val Cavallina faceva parte di un insieme integrato di collegamenti che metteva in comunicazione le province di Bergamo e Brescia attraverso il Lago d'Iseo.
Attivata a tappe fra il 1904 e il 1908, la linea era esercita a vapore e aveva ampie tratte in sede propria che la rendevano simile a una ferrovia. Fu soppressa a favore di un autoservizio nel 1931.

## Storia

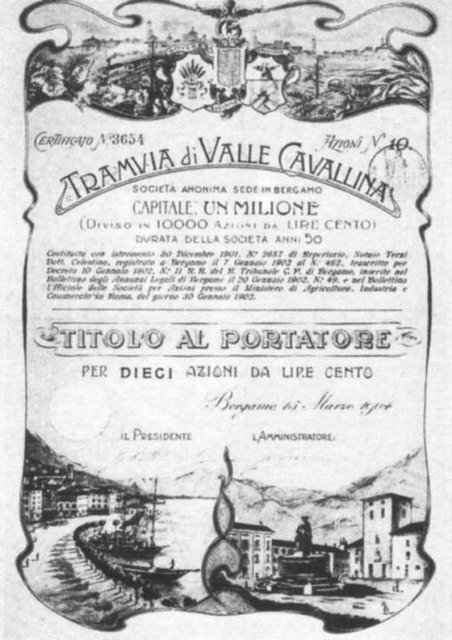
Titolo azionario della TVC

Il 3 giugno 1901 venne costituita la Società Tramvia di Valle Cavallina (TVC) con oggetto la costruzione e l'esercizio di una linea tranviaria sulla direttrice Trescore-Endine-Pianico-Castro-Lovere, di completamento rispetto alla Bergamo-Trescore-Sarnico allora appena completata. La durata della concessione prevista era di 50 anni dalla data decreto di approvazione del tribunale di Bergamo; fra i capitali finanziari apportati risultavano anche quelli della Banca bergamasca di depositi e conti correnti, che diede il suo appoggio a diverse imprese di carattere pubblico come la costruzione delle tranvie di Sarnico e della ferrovia della Valle Brembana.
Avviati i lavori di costruzione, il 30 giugno 1904 la linea era pronta nel percorso fino a Sovere, comune che sovrasta il lago, la cui inaugurazione avvenne il giorno successivo, 1º luglio 1904; il capolinea, a monte di Lovere, suscitava peraltro malumori e si auspicò dunque a il prolungamento della linea sino al porto lacuale così da facilitare il trasbordo sui piroscafi per Iseo, nonché per consentire la prosecuzione dei viaggi sulla tramvia della Valle Camonica Lovere-Cividate Camuno.
La nuova tratta di proseguimento fino a Lovere venne finalmente inaugurata il 1º gennaio 1908 con due coppie giornaliere sull'intero percorso da Bergamo-Lovere che si aggiungevano alle cinque coppie di corse giornaliere previste fra Trescore e Lovere-Pianico; il tempo di percorrenza era di un'ora e tredici minuti.

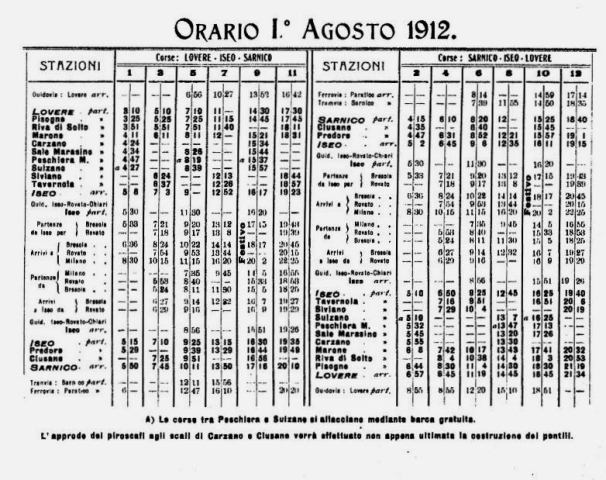
Orario navigazione Lago di Iseo

Il servizio era integrato alle altre offerte di trasporto della zona: nell'orario di battelli che navigavano nel lago d'Iseo, ad esempio, erano indicate le coincidenze ferrotranviarie agli imbarcaderi di Lovere (con la guidovia camuna), Iseo (con la guidovia per Chiari e con le ferrovie Brescia-Edolo e Iseo-Cremona) e Sarnico (con la tranvia per Bergamo e con la ferrovia Palazzolo-Paratico).
A partire da novembre 1917, il servizio tranviario della linea della val Cavallina fu esteso da Trescore fino a Bergamo, mentre quello dell'altra linea fu limitato fra Trescore e Sarnico.
Proprio il tronco Trescore-Sarnico fu soppresso nel 1921 per cui si iniziò a discutere di sopprimere anche il tratto restante fino a Bergamo e anche la linea della val Cavallina, provocando l'insorgere dei sindaci dei paesi attraversati, degli industriali e del sindacato fascista lombardo dei ferrotranvieri. Il deficit di esercizio nel frattempo accumulato dalla società di gestione, che risentiva fortemente del periodo di crisi economica in conseguenza della grande depressione, risultava troppo oneroso per l'amministrazione provinciale chiamata a risanarlo.
L'intera Bergamo-Lovere cessò il servizio il 16 dicembre 1931, sostituita da autobus della ditta Luigi Busti di Bergamo, che eserciva, sin dal 1929, l'autolinea Bergamo-Lovere-Darfo. La stessa società gestiva anche l'autolinea Bergamo-Sarnico.
La prima tratta fino a Negrone, nel frattempo elettrificata e integrata nella rete tranviaria di Bergamo, sopravvisse fino al 1953.

## Caratteristiche
Secondo quanto riportato dalla stampa locale, la Trescore-Lovere "più che una semplice tramvia, la si può chiamare una ferrovia economica sia per la qualità delle locomotive, delle vetture e dei carri, sia per quel tratto di strada propria che va da Piangaiano a Lovere".
L'intera linea, con pendenze che su una tratta di sei chilometri raggiungevano il trentacinque per mille, misura complessivamente poco meno di cinquanta chilometri, ventinove dei quali costituivano la tratta di nuova realizzazione. Per raggiungere Lovere da Bergamo occorrevano due ore e quaranta minuti.

### Percorso
|  |  |  | Unused urban continuation backward |

|  |  | Unknown route-map component "uexKBHFa" | Unknown route-map component "uexHST" |  |

|  |  | Unknown route-map component "uexHST" | Unknown route-map component "uexBHF" |  |

|  |  | Unused straight waterway | Unknown route-map component "uexKBHFe" |  |

| Unknown route-map component "uexBHF" |

| Unknown route-map component "uexHST" |

| Unknown route-map component "uexBHF" |

| Unknown route-map component "uexHST" |

| Unknown route-map component "uexHST" |

| Unknown route-map component "uexHST" |

| Unknown route-map component "uexHST" |

| Unknown route-map component "uexHST" |

| Unknown route-map component "uexHST" |

| Unknown route-map component "uexHST" |

| Unknown route-map component "uexHST" |

| Unknown route-map component "uexHST" |

| Unknown route-map component "uexHST" |

| Unknown route-map component "uexCONTgq" | Unknown route-map component "uexBHFq" | Unknown route-map component "uexABZqr" | Unknown route-map component "uexCONTfq" |  |

La stazione di Trescore, comune alla tranvia Bergamo-Sarnico, sorgeva nell'area antistante la parrocchiale di San Pietro Apostolo, in seguito urbanizzata con la costruzione di alcuni palazzi. Tale impianto disponeva di circa settecento metri di binari; in occasione della sua realizzazione fu realizzata un'apposita condotta che incanalava l'acqua che sgorgava dalla sorgente detta "salina", posta sul colle dalla Madonna del Castello, convogliandola verso la stazione per il rifornimento delle locomotive delle due linee e per i servizi della stazione, nonché a servizio del Comune di Trescore.
Lasciato Trescore Balneario, la tranvia risaliva la valle Cavallina.
Passata la stazione di Casazza, il binario costeggiava il lago di Endine, incontrando il paese di Spinone nella cui stazione, come a quella di Gaverina, scendevano anche tutti coloro che dovevano fare "la cura delle acque"; la Fonte San Carlo di Spinone era facilmente raggiungibile per un sentiero che partiva direttamente dalla stazione.
Il lago, di modeste dimensioni, veniva lasciato poco dopo Endine lasciata la quale la tranvia entrava nella piana di Gaiano, con un altro piccolo lago; i tram proseguivano dunque per Pianico e per la conca di Poltragno.
Dopo aver passato la conca del Tinazzo, la tranvia abbandonava la strada Nazionale e percorreva in sede propria la parte alta di Lovere su un tracciato in seguito impiegato dalle strade comunali via ex Tramviaria, via IV novembre, via Martinoli e via Gobetti che vedeva l'utilizzo di alcune gallerie, poi riadattate alla circolazione automobilistica. La città di Lovere era servita in successione dalla stazione di Lovere Alto e dalla fermata di Lovere Santa Maria; quest'ultima era collegata alla stazione tranviaria di Lovere Stazione della guidovia camuna dall'attuale via Fratelli Pellegrini.
La tranvia proseguiva discendendo via Macallè per giungere alla località Bersaglio, frazione di Costa Volpino, dove si trovava la stazione capolinea; nei pressi sorgeva la fermata di Lovere Bersaglio, sempre della tranvia per Cividate Camuno.

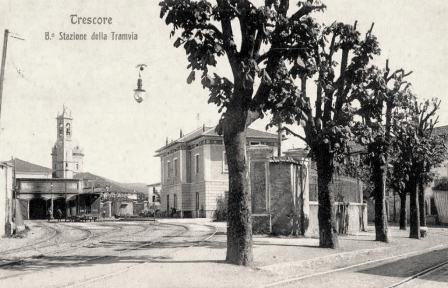
Il capolinea di Trescore
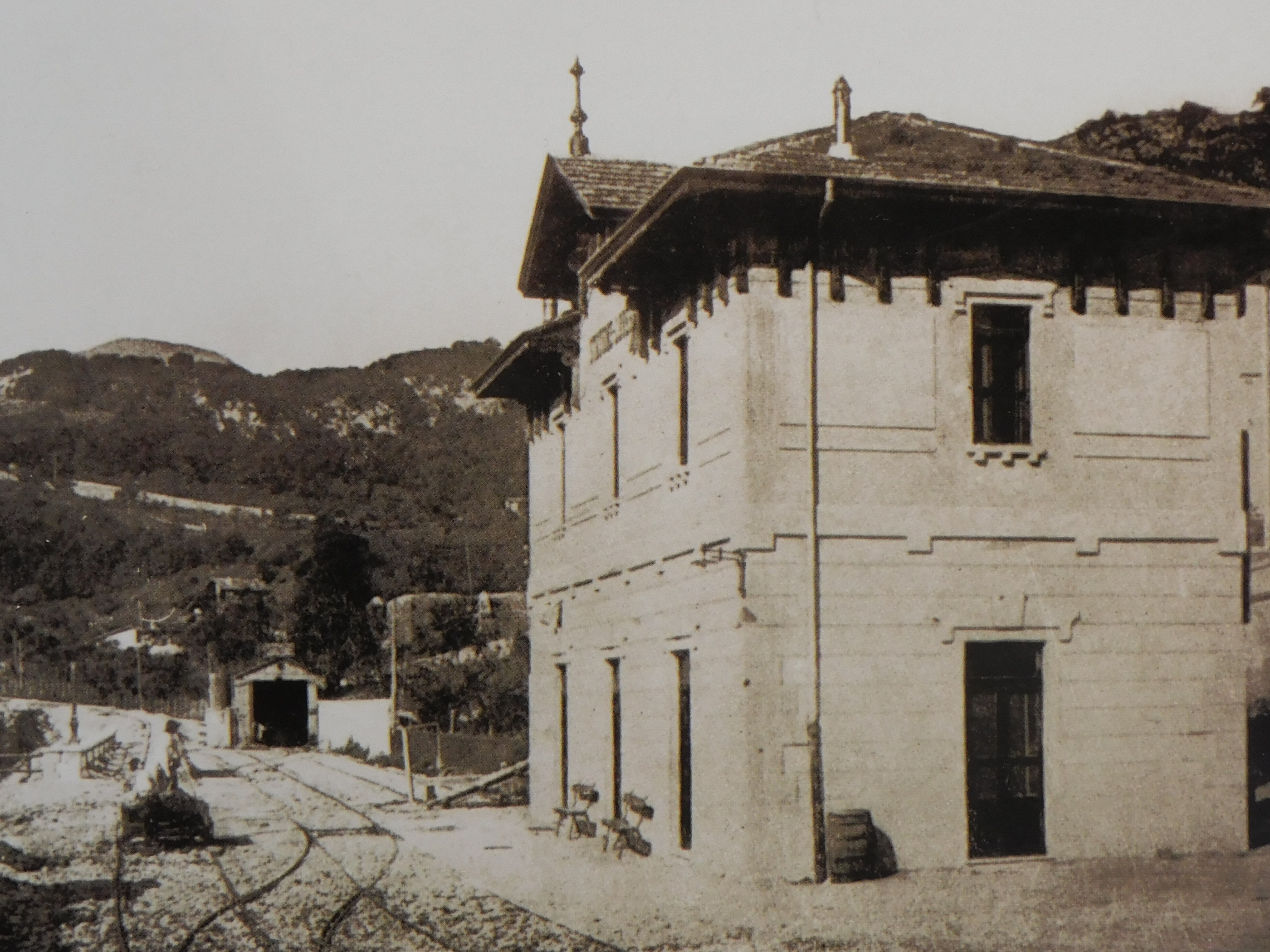
Stazione di Lovere Alto
L'ingresso di una galleria tranviaria in via Martinoli
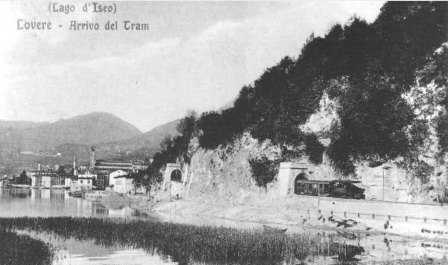
Arrivo del tram a vapore a Bersaglio

## Materiale rotabile

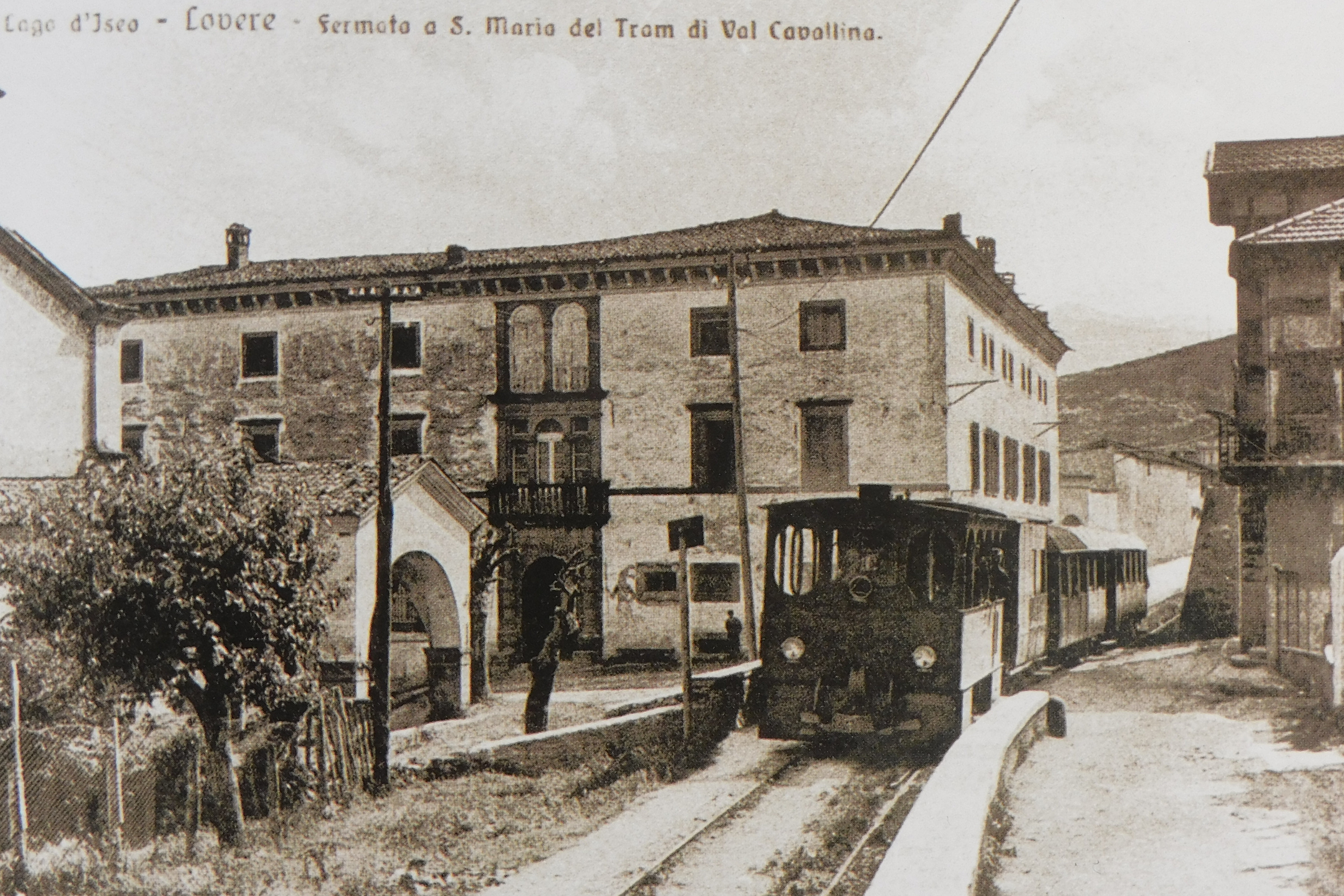
Tram in sosta presso la fermata di Lovere Santa Maria, nell'attuale via Gobetti

Sulla Bergamo-Trescore-Lovere-Bersaglio prestavano servizio quattro locomotive di costruzione Borsig immatricolate matricole 1÷4, costruite nel 1904/1905; dotate di tre assi motori (rodiggio C) erano capaci di raggiungere la velocità di 45 km/h, con prestazioni superiori rispetto a quella delle tradizionali tranvie e di parecchie ferrovie economiche. VC al prezzo di ventimila lire cadauna.
Le carrozze furono fornite dalla Carminati e Toselli di Milano ed erano di due tipi: quelle più lunghe, a carrelli, erano suddivise in scompartimenti, le altre, più piccole e dotate di assi radiali, erano caratterizzate dal classico ambiente unico adatto ai servizi locali. Tutte le unità erano fornite di freno Westinghouse.
Dopo la prima guerra mondiale, la società Ferrovia della Val Seriana, che gestiva altresì la tranvia Bergamo-Soncino, manifestò l'intenzione di abbandonare l'esercizio di quest'ultima: nel 1921, a seguito dell'opposizione alla chiusura da parte delle amministrazioni locali e dell'opinione pubblica, tale impresa decise di donare impianti e materiale rotabile alle province di Bergamo e Cremona. Per garantirne l'esercizio, le due amministrazioni stipularono una convenzione provvisoria con la TVC e con la Bergamo-Trescore-Sarnico (BTS). La nuova convenzione durò dal 1º agosto al 31 dicembre 1921 e vide il trasferimento del materiale rotabile dalla stazione di Bergamo FVS a quella in comune alle due linee tranviarie.